# Inés García de la Puente
Inés García de la Puente is een in Spanje geboren Amerikaans mediëvist, gespecialiseerd in de Oost-Slavische Middeleeuwen en de vertaalwetenschap. Ze is assistent-professor Russische en vergelijkende literatuurwetenschap aan de Universiteit van Boston en expert op het gebied van de geschiedenis en cultuur van het Kievse Rijk (Roes'), met name de rol van vrouwen in de heersende elite en handelsroutes, en kamelen in het pre-Mongoolse Kyiv.

## Biografie
Inés García de la Puente promoveerde aan de Complutense-universiteit van Madrid. Ze heeft langdurige perioden in Rusland, Polen, Duitsland, Zwitserland en Frankrijk gewoond, lesgegeven en onderzoek gedaan. In 2010 werkte ze in de Verenigde Staten aan de Harvard-universiteit als postdoctoraal onderzoeker naar handelsroutes in het vroege Kievse Rijk. In 2017 werkte ze bij de Universiteit van Boston en de Ohio State University.
In 2019 voltooide ze de eerste moderne wetenschappelijke vertaling van de Primaire Kroniek (PVL) in modern Spaans onder de titel Relato de los años pasados ("Verhaal van de voorbije jaren"). Susana Torres Prieto schreef een positieve recensie en zei dat in tegenstelling tot de vorige Spaanse vertaling uit 2013 door A.L. Encinas Moral, Garcia's editie "geüpdatet en volledig in lijn met de bevindingen van onze collega's aan beide zijden van de Atlantische Oceaan" was. Torres prees in het bijzonder de beknopte maar inzichtelijke, up-to-date wetenschappelijke inleiding: "Alleen iemand die extreem bekend is met de tekst en zijn achtergrond zou tot zo'n synthese in staat zijn." Garcia nam de kritische editie van de PVL door Donald Ostrowski et al. (2003, 2014) als basis voor haar letterlijke vertaling. Ze geeft soms gemotiveerde uitleg voor het kiezen van een afwijkende lezing, of een vrijere vertaling wanneer het Slavische origineel onbegrijpelijk is, compleet met een kritisch apparaat en verantwoordingen voor alle relevante redactionele beslissingen. Toch was Torres nogal kritisch over de verdere structuur van de vertaling, met lange voetnoten maar geen index, waardoor ze zich afvroeg wie het beoogde publiek was; ze besloot dat Garcia's verder uitstekende vertaling een betere uitgeversbenadering verdiende.

## Werken

### Monografen
- (es) García de la Puente, Inés (2019). Relato de los años pasados. Edición preparada por Inés García de la Puente. Biblioteca de Autores Cristianos, Madrid, pp. 296. ISBN 978-8422020721. Geraadpleegd op 11 mei 2024. (moderne Spaanse vertaling van de Primaire Kroniek).

### Boekhoofdstukken (selectie)
- García de la Puente, Inés (2017b). Portraits of Medieval Eastern Europe, 900–1400. Routledge. DOI:10.4324/9781315204178-2, "The Widow Princess of Minsk", 15–22. ISBN 978-1-315-20417-8. Red. door D. Ostrowski en C. Raffensperger
- García de la Puente, Inés (5 januari 2022). Authorship, Worldview, and Identity in Medieval Europe. Routledge. DOI:10.4324/9781003025160-7, "Imagined Geographies in Early Rus'", 141–163. ISBN 978-1-003-02516-0.
- García de la Puente, Inés (2012). Dubitando: Studies in History and Culture in Honor of Donald Ostrowski. Cambridge University Press, "Archaeological Finds of Camels in Pre-Mongol Rus': A Reassessment", 53–60. ISBN 978-0-8-9357-404-8.

### Wetenschappelijke artikelen (selectie)
- García De La Puente, Inés (1 december 2006). Single Combats in the PVL. An Indo-European Comparative Analysis. Studi Slavistici: 19–30. DOI: 10.13128/STUDI_SLAVIS-2143.
- Inés García de la Puente, "Beyond the Sea: On the Use of за море in the Primary Chronicle". Ruthenica. 16. 28–36. 2022.
- García de la Puente, Inés (2010). What Route Does the Povest' vremennykh let Really Describe?. The Russian Review 69 (3): 373–387 (Wiley). ISSN: 00360341. Geraadpleegd op 11 mei 2024.
- Garcia de la Puente, Ines (2012). Gleb of Minsk's Widow: Neglected Evidence on the Rule of a Woman in Rus'ian History?. Russian History 39 (3): 347–378 (Brill Deutschland). ISSN: 0094-288X. DOI: 10.1163/18763316-03903006.
- (es) García de la Puente, Inés (2017a). Autotraducción y movimiento : ¿rumbo al sur, deseando el norte?. Revista Iberoamericana 83 (258): 103–118. ISSN: 0034-9631. DOI: 10.5195/reviberoamer.2017.7453.